# ブレイディヴェーグ
ブレイディヴェーグ（欧字名:Brede Weg、2020年4月11日 - ）は、日本の競走馬。主な勝ち鞍は2023年のエリザベス女王杯、2024年の府中牝馬ステークス。
馬名の意味は、広い道（オランダ語）。

## 経歴

### 2022年（2歳）
2022年8月21日の新潟競馬場で行われた新馬戦（芝1800メートル）で初出走、1番人気に推されたが、2番人気のロードプレイヤーにアタマ差で2着に敗れた。この競走後に骨折が判明し、美浦トレーニングセンター内での手術後に放牧に送られている。

### 2023年（3歳）
年が明けた2023年2月11日の東京競馬場で復帰、芝1800メートルの未勝利戦において、単勝オッズ1.2倍の断然1番人気に推されていた。クリストフ・ルメール鞍上のもと好位につけて道中を進めたブレイディヴェーグは、直線で抜け出し、2着のオーヴァルブルームに6馬身差をつける圧勝で初勝利を挙げた。しかし、未勝利戦の後に再び骨折が判明、クラシックシーズンを棒に振った。
その後6月25日の東京での1勝クラスでも勝利を挙げ、9月17日にローズステークス（阪神・GII・芝1800メートル）で重賞初挑戦を迎えた。1番人気に支持されていたブレイディヴェーグであったが、スタートで半馬身出遅れて後方からの競馬となり、直線で3ハロン32秒9と出走馬中最速のタイムで追い上げるが、マスクトディーヴァに届かず2着に終わった。秋華賞への優先出走権を手に入れたものの、歩様が硬く、疲れが見えたことから秋華賞を回避、休養を挟んでエリザベス女王杯を目指すこととなった。
11月12日の京都競馬場で行われたエリザベス女王杯（GI・芝2200メートル）において、ブレイディヴェーグは重賞未勝利ながらも、前年の勝者ジェラルディーナらを抑えて1番人気に推された。陣営が懸念していた通りスタートは上手くなかったが、ルメールはブレイディヴェーグを好位に導くことに成功し、ハーパーの後ろにつけて道中を進めていった。そのまま直線に向いたブレイディヴェーグは加速し、逃げていたアートハウスを残り100メートルのところで捕らえ、2着ルージュエヴァイユを3/4馬身差抑えてゴールに飛び込んだ。キャリア5戦目での古馬GI勝利はイクイノックスと並ぶJRAレコード記録であった。

### 2024年（4歳）
当初は3月のドバイターフより始動する予定だったが、右後肢飛節の腫れのため、回避。その後は8月の新潟記念に合わせて調整が進められたが、今度はトモに軽度の筋肉痛が見られたため、大事をとって出走を取りやめた。
10月14日の府中牝馬ステークスで、約11か月ぶりにレースに復帰。道中は中団の後方に構え、直線残り400メートル地点で外に出してスパート。10番人気シンティレーションの追撃を振り切り、復帰戦を勝利で飾った。なお優先出走権を得たエリザベス女王杯は回避し、翌週のマイルチャンピオンシップに向かうことになった。

## 競走成績
以下の内容は、JBISサーチ、netkeiba.com、Racing Postおよびエミレーツ競馬協会の情報に基づく。
| 競走日     | 競馬場   | 競走名           | 格   | 距離（馬場）  | 頭 数 | 枠 番 | 馬 番 | オッズ （人気） | 着順 | タイム （上り3F） | 着差  | 騎手        | 斤量 [kg] | 1着馬（2着馬）         | 馬体重 [kg] |
| ---------- | -------- | ---------------- | ---- | ------------- | ----- | ----- | ----- | --------------- | ---- | ----------------- | ----- | ----------- | --------- | ---------------------- | ----------- |
| 2022.08.21 | 新潟     | 2歳新馬          |      | 芝1800m（稍） | 13    | 4     | 4     | 002.20（1人）   | 02着 | R1:50.2（32.3）   | -0.0  | 0福永祐一   | 54        | ロードプレイヤー       | 464         |
| 2023.02.11 | 東京     | 3歳未勝利        |      | 芝1800m（稍） | 16    | 5     | 10    | 001.20（1人）   | 01着 | R1:48.1（33.3）   | -1.0  | 0C.ルメール | 54        | （オーヴァルブルーム） | 462         |
| 0000.06.25 | 東京     | 3歳上1勝クラス   |      | 芝2000m（良） | 11    | 7     | 8     | 001.40（1人）   | 01着 | R1:57.9（33.6）   | -0.5  | 0戸崎圭太   | 53        | （マイネルケレリウス） | 466         |
| 0000.09.17 | 阪神     | ローズS          | GII  | 芝1800m（良） | 17    | 3     | 5     | 002.10（1人）   | 02着 | R1:43.2（32.9）   | -0.2  | 0C.ルメール | 54        | マスクトディーヴァ     | 460         |
| 0000.11.12 | 京都     | エリザベス女王杯 | GI   | 芝2200m（良） | 15    | 1     | 1     | 002.40（1人）   | 01着 | R2:12.6（34.4）   | -0.1  | 0C.ルメール | 54        | （ルージュエヴァイユ） | 460         |
| 2024.10.14 | 東京     | 府中牝馬S        | GII  | 芝1800m（良） | 15    | 3     | 5     | 003.60（2人）   | 01着 | R1:44.7（32.8）   | -0.2  | 0C.ルメール | 57        | （シンティレーション） | 472         |
| 0000.11.17 | 京都     | マイルCS         | GI   | 芝1600m（良） | 17    | 1     | 2     | 003.70（1人）   | 04着 | R1:32.4（34.1）   | -0.4  | 0C.ルメール | 56        | ソウルラッシュ         | 468         |
| 2025.02.09 | 東京     | 東京新聞杯       | GIII | 芝1600m（良） | 16    | 4     | 7     | 002.60（1人）   | 04着 | R1:32.8（33.6）   | -0.2  | 0C.ルメール | 56        | ウォーターリヒト       | 482         |
| 0000.04.05 | メイダン | ドバイターフ     | G1   | 芝1800m（Gd） | 11    | 4     | 10    | 012.40（3人）   | 07着 | R1:46.38          | -0.54 | 0C.ルメール | 55        | Soul Rush              | 計不        |
| 0000.06.08 | 東京     | 安田記念         | GI   | 芝1600m（良） | 18    | 8     | 18    | 009.40（4人）   | 04着 | R1:33.0（34.1）   | -0.3  | 0戸崎圭太   | 56        | ジャンタルマンタル     | 470         |

- 海外の競走の「枠番」欄にはゲート番を記載
- 競走成績は2025年6月8日現在

## 血統表
| ブレイディヴェーグの血統                     | ブレイディヴェーグの血統                   | ブレイディヴェーグの血統                   | （血統表の出典）                           | （血統表の出典）  |
| 父系                                         | キングマンボ系                             | キングマンボ系                             | キングマンボ系                             |                   |
| 父 ロードカナロア 鹿毛 2008 北海道新ひだか町 | 父の父キングカメハメハ 鹿毛 2001           | Kingmambo                                  | Mr.Prospector                              | Mr.Prospector     |
| 父 ロードカナロア 鹿毛 2008 北海道新ひだか町 | 父の父キングカメハメハ 鹿毛 2001           | Kingmambo                                  | Miesque                                    |                   |
| 父 ロードカナロア 鹿毛 2008 北海道新ひだか町 | 父の父キングカメハメハ 鹿毛 2001           | *マンファス                                | *ラストタイクーン                          | *ラストタイクーン |
| 父 ロードカナロア 鹿毛 2008 北海道新ひだか町 | 父の父キングカメハメハ 鹿毛 2001           | *マンファス                                | Pilot Bird                                 |                   |
| 父 ロードカナロア 鹿毛 2008 北海道新ひだか町 | 父の母レディブラッサム 鹿毛 1996           | Storm Cat                                  | Storm Bird                                 | Storm Bird        |
| 父 ロードカナロア 鹿毛 2008 北海道新ひだか町 | 父の母レディブラッサム 鹿毛 1996           | Storm Cat                                  | Terlingua                                  |                   |
| 父 ロードカナロア 鹿毛 2008 北海道新ひだか町 | 父の母レディブラッサム 鹿毛 1996           | *サラトガデュー                            | Cormorant                                  | Cormorant         |
| 父 ロードカナロア 鹿毛 2008 北海道新ひだか町 | 父の母レディブラッサム 鹿毛 1996           | *サラトガデュー                            | Super Luna                                 |                   |
| 母 インナーアージ 鹿毛 2011 北海道安平町     | 母の父ディープインパクト 鹿毛 2002         | *サンデーサイレンス                        | Halo                                       | Halo              |
| 母 インナーアージ 鹿毛 2011 北海道安平町     | 母の父ディープインパクト 鹿毛 2002         | *サンデーサイレンス                        | Wishing Well                               |                   |
| 母 インナーアージ 鹿毛 2011 北海道安平町     | 母の父ディープインパクト 鹿毛 2002         | *ウインドインハーヘア                      | Alzao                                      | Alzao             |
| 母 インナーアージ 鹿毛 2011 北海道安平町     | 母の父ディープインパクト 鹿毛 2002         | *ウインドインハーヘア                      | Burghclere                                 |                   |
| 母 インナーアージ 鹿毛 2011 北海道安平町     | 母の母*ミュージカルウェイ 栗毛 2002        | Gold Away                                  | Goldneyev                                  | Goldneyev         |
| 母 インナーアージ 鹿毛 2011 北海道安平町     | 母の母*ミュージカルウェイ 栗毛 2002        | Gold Away                                  | Blushing Away                              |                   |
| 母 インナーアージ 鹿毛 2011 北海道安平町     | 母の母*ミュージカルウェイ 栗毛 2002        | Mulika                                     | Procida                                    | Procida           |
| 母 インナーアージ 鹿毛 2011 北海道安平町     | 母の母*ミュージカルウェイ 栗毛 2002        | Mulika                                     | Gazelia                                    |                   |
| 母系(F-No.)                                  | (FN:2-s)                                   | (FN:2-s)                                   | (FN:2-s)                                   | [ § 2 ]           |
| 5代内の近親交配                              | Mr.Prospector 5×4=9.38%、Nureyev 5×5=6.25% | Mr.Prospector 5×4=9.38%、Nureyev 5×5=6.25% | Mr.Prospector 5×4=9.38%、Nureyev 5×5=6.25% |                   |
| 出典                                         | 1. 2.                                      | 1. 2.                                      | 1. 2.                                      | 1. 2.             |

- 叔母にミッキークイーン（2015年オークス、秋華賞）がいる。
- いとこにミッキーゴージャス（愛知杯）、エピファニー（小倉大賞典）、ショウヘイ（京都新聞杯）がいる。